# August von Trott zu Solz

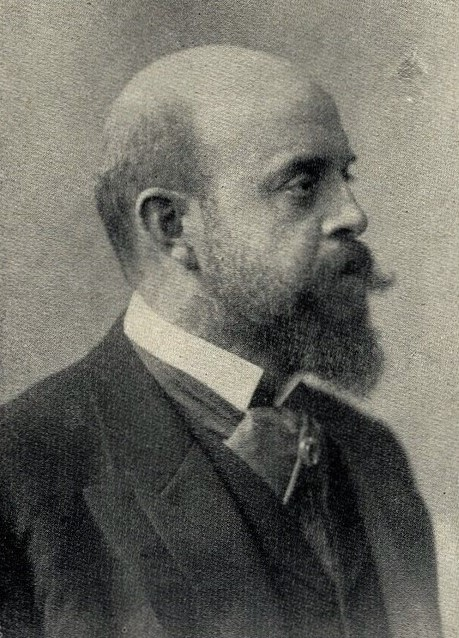
August von Trott zu Solz (1909)

August Clemens Bodo Paul Willi von Trott zu Solz (* 29. Dezember 1855 in Imshausen bei Bebra, Kreis Rotenburg, Kurhessen; † 27. Oktober 1938 ebenda) war ein deutscher Verwaltungsjurist, preußischer Beamter und konservativer Politiker. Er war preußischer Staatsminister für Kultus (1909–1917) sowie Oberpräsident der preußischen Provinzen Brandenburg (1905–1909) und Hessen-Nassau (1917–1919).

## Ausbildung
Trott besuchte das Vitzthum-Gymnasium Dresden und das Königliche Gymnasium Kassel und studierte anschließend Rechts- und Staatswissenschaften in Würzburg, Heidelberg und Leipzig. Er war Mitglied der Corps Rhenania Würzburg und Guestphalia Heidelberg. Nach dem ersten Staatsexamen 1879 war er Gerichtsreferendar in Wiesbaden, dann Regierungsreferendar bei der preußischen Regierung in Wiesbaden und in Potsdam. Nach Bestehen der Großen Staatsprüfung 1884 trat er als Regierungsassessor in Oppeln in den preußischen Staatsdienst ein. Im Oktober 1885 begleitete Trott den Landgrafen Friedrich Wilhelm von Hessen auf einer Reise nach Frankreich, Italien und den Orient.

## Familie

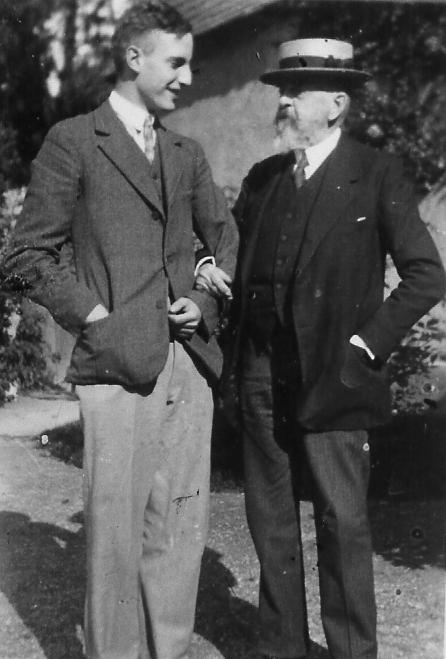
August von Trott zu Solz mit seinem Sohn Adam (ca. 1925)

August von Trott entstammte der Familie des hessischen Uradels Trott zu Solz, die seit vielen Jahrhunderten – urkundlich nachweisbar seit 1253 – im heutigen Landkreis Hersfeld-Rotenburg ansässig ist. Stammsitze der Familie sind die Dörfer Solz und Imshausen, heute zur Stadt Bebra gehörend. Über Generationen sind Mitglieder der Familie von Trott zu Solz im Landes- oder Staatsdienst hervorgetreten. August von Trott zu Solz war der Sohn des kurhessischen Legationsrates Werner Levin von Trott zu Solz (* 1. Juni 1819 in Stuttgart; † 10. Oktober 1858 in Kennenburg bei Esslingen) und dessen Frau Sophie geborene von Lehsten-Dingelstedt (* 8. Mai 1831 in Lessendorf; † 8. August 1880 in Imshausen).
Trott heiratete am 28. Februar 1901 in Kassel Eleonore von Schweinitz (* 21. Februar 1875 in Wien, Österreich; † 11. März 1948 Imshausen), die Tochter des königlich preußischen Generals der Infanterie und Generaladjutanten Hans Lothar von Schweinitz (1822–1901), kaiserlich deutscher Botschafter, und der Amerikanerin Anna Jay (1849–1925), die die Urenkelin von John Jay, einem der Gründerväter der Vereinigten Staaten, war.
August und Eleonore von Trott zu Solz hatten acht Kinder, fünf Töchter und drei Söhne. Einer der Söhne war der Widerstandskämpfer Adam von Trott zu Solz (1909–1944).

## Laufbahn und Wirken
Im April 1886 wurde August von Trott zu Solz zunächst zum kommissarischen Verwalter, dann zum Landrat des neu geschaffenen Kreises Höchst in der preußischen Provinz Hessen-Nassau berufen. 1887 (als Nachrücker für Friedrich Christian Wirth) vertrat er den Landkreis Höchst im Nassauischen Kommunallandtag. 1892 wechselte er als Landrat nach Marburg. Seit 1894 war er Geheimer Regierungs- und Vortragender Rat im preußischen Innenministerium. Im selben Jahr wurde er für den Wahlkreis 10 (Marburg) in das preußische Abgeordnetenhaus gewählt. Er gehörte der konservativen Fraktion an. Wegen seiner dienstlichen Beförderung legte er das Mandat 1898 nieder.
Im März 1898 wurde er Regierungspräsident in Koblenz und im Januar 1899 Regierungspräsident in Kassel. 1905 war er als Oberpräsident der Provinz Brandenburg und des Stadtkreises Berlin tätig, womit er zugleich Chef der staatlichen Provinzialverwaltung in Potsdam war.
Von 1909 bis 1917 gehörte August von Trott als Kultusminister der preußischen Regierung unter Reichskanzler und Ministerpräsident Theobald von Bethmann Hollweg an. Er zeichnete unter anderem für den Erlass vom 22. August 1911 verantwortlich, der festlegte, dass „an allen höheren Lehranstalten die Dauer der Unterrichtsstunde allgemein auf 45 Minuten festzusetzen ist“. Dies markiert den historischen Beginn der einheitlichen 45-Minuten-Stunde im deutschsprachigen Schulwesen. In die Amtszeit Trotts fällt die Gründung der Kaiser-Wilhelm-Gesellschaft zur Förderung der Wissenschaften im Jahr 1911. Entscheidenden Anteil hatte er zudem an der Gründung der Stiftungsuniversität Frankfurt 1914.
Im Juli 1917 trat Trott als Minister zurück. Sein Rücktritt stand im Zusammenhang mit dem Ringen des Kabinetts Bethmann Hollweg um die Reform des rückständigen Dreiklassenwahlrechts. Zwar konnte die Regierung sich darauf einigen, dass die Reform des Wahlrechts notwendig sei und dass die Wahlen in Preußen zukünftig geheim und direkt sein sollten, das gleiche Wahlrecht blieb jedoch strittig. Zu den Gegnern des gleichen Wahlrechts gehörte, neben vier seiner Kabinettskollegen, auch August von Trott. Er befürchtete eine Radikalisierung des preußischen Abgeordnetenhauses mit negativen Folgen für Kirche und Schule. Nachdem Bethmann Hollweg den Kaiser von der Proklamation des gleichen Wahlrechts hatte überzeugen können, erklärten die fünf unterlegenen Minister ihren Rücktritt. Noch bevor Trotts Entlassung offiziell erfolgen konnte, hatte sich die Julikrise 1917 – benannt in Anlehnung an die kriegsauslösende Julikrise – um den Reichskanzler zugespitzt. Bethmann Hollweg trat am 13. Juli 1917 zurück.
Von September 1917 bis Ende Juni 1919 amtierte Trott als Oberpräsident der preußischen Provinz Hessen-Nassau in Kassel. Wegen der politischen Umwälzungen nach der Novemberrevolution in Deutschland stellte er sein Amt zur Verfügung und zog sich nach Imshausen in den Ruhestand zurück. Von 1921 bis 1926 vertrat er die Provinz Hessen-Nassau im Reichsrat, der durch die Weimarer Verfassung neu geschaffenen Ländervertretung. Zwischen 1917 und 1933 war er Mitglied des Senats der Kaiser-Wilhelm-Gesellschaft.

## Ehrungen
- Königlich preußischer Kammerherr

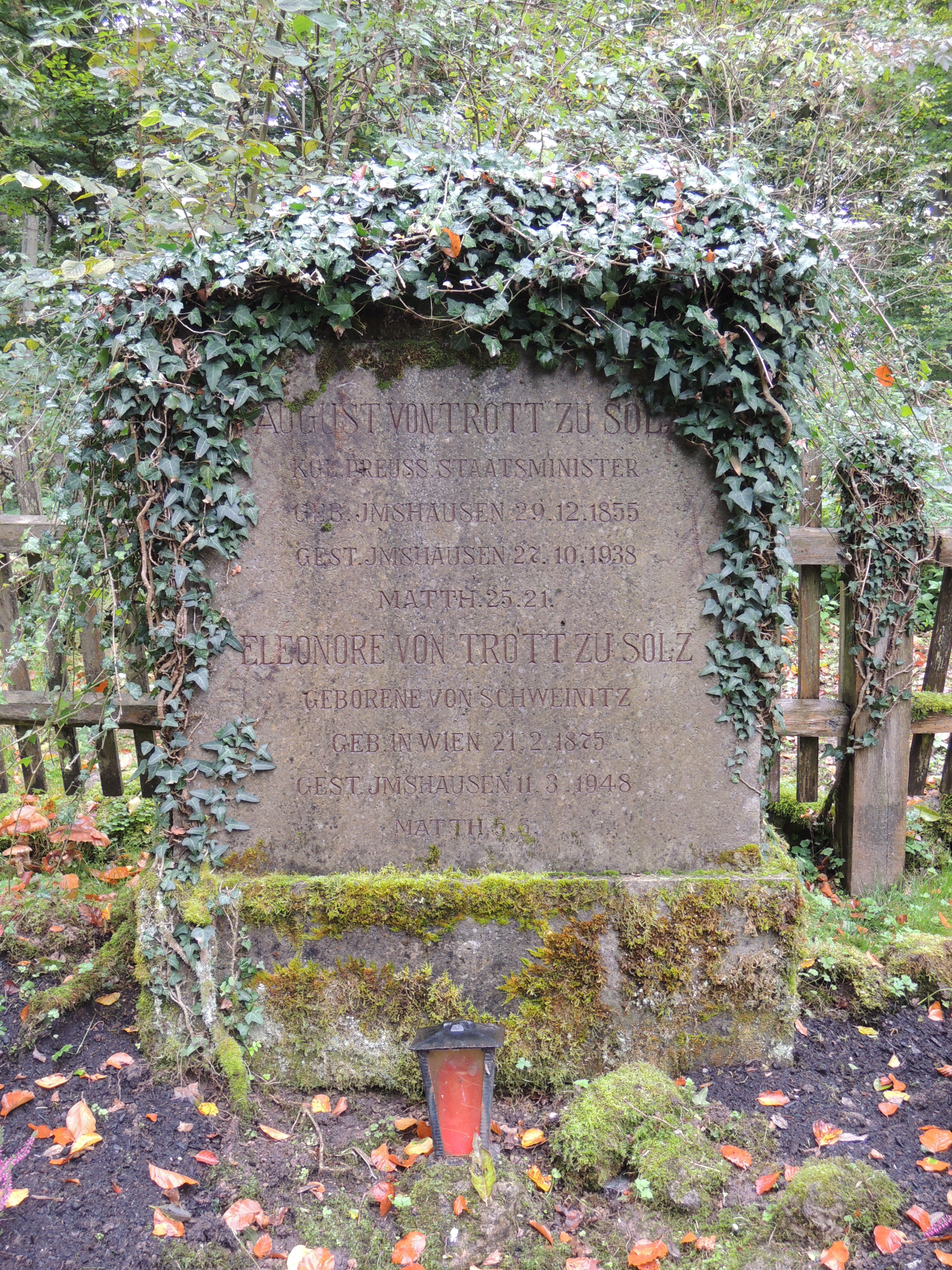
Grabstein auf dem Trottenfriedhof bei Imshausen

- Ehrenmitglied der Preußischen Akademie der Wissenschaften zu Berlin
- Ritter des Schwarzen Adlerordens
- Kommendator des Johanniterordens
- Vizemarschall der Althessischen Ritterschaft